# Pleurophoma salicina
Pleurophoma salicina är en svampart som beskrevs av Bubák & Picb. 1937. Pleurophoma salicina ingår i släktet Pleurophoma, divisionen sporsäcksvampar och riket svampar.   Inga underarter finns listade i Catalogue of Life.